# HMS Devonshire (39)
«Девоншир» (39) (англ. HMS Devonshire (39) — військовий корабель, важкий крейсер типу «Каунті» підтипу «Лондон» Королівського військово-морського флоту Великої Британії за часів Другої світової війни.
Важкий крейсер «Девоншир» був закладений 16 березня 1926 року на верфі HM Dockyard Devonport на військово-морській базі в Девонпорті. 22 жовтня 1927 року корабель спущений на воду, а 18 березня 1929 року увійшов до складу Королівських ВМС Великої Британії.
«Девоншир» виконував завдання у складі різних формувань британського флоту напередодні Другої світової війни, служив у Середземному флоті та Китайської станції. З початком світового конфлікту брав активну участь у бойових діях на морі, бився у Північній Атлантиці, біля берегів Франції, Англії та Норвегії, супроводжував арктичні та атлантичні конвої.
За проявлену мужність та стійкість у боях бойовий корабель нагороджений трьома бойовими відзнаками.

## Друга світова війна

### Початок війни
У вересні 1939 року відразу початку нової світової війни «Девоншир» входив до складу 1-ї ескадри крейсерів Середземного флоту. У другій половині листопада разом з крейсерами «Саффолк», «Норфолк» і «Делі» брав участь в операції з пошуку німецької рейдерської пари — лінкорів «Шарнгорст» і «Гнейзенау», які в ході свого рейду потопили британський допоміжний крейсер «Равалпінді».

### Перші арктичні конвої
27 липня 1941 року з Ісландії вийшли два з'єднання кораблів, які повинні були атакувати Шпіцберген і узбережжя Норвегії. До складу другого з'єднання, що вийшло для проведення рейду на Кіркенес і Петсамо, входили авіаносці «Фьюріос» і «Вікторіос», на борту яких перебувало близько 100 літаків палубної авіації, важкі крейсери «Девоншир» і «Саффолк» та 6 есмінців «Ескапада», «Антілоуп», «Ектів», «Акейтіз», «Інтрепід» і «Ентоні». Під керівництвом контр-адмірала У. Ф. Вейк-Волкера воно повинно було підтвердити в очах громадськості панування британського флоту у морях Крайньої Півночі й допомогти Радянському Союзі, вже більше місяця воював з Німеччиною. Однак проведений 30 липня наліт не мав особливого успіху, оскільки німці утримували на своїх базах сильну протиповітряну оборону і знищили зенітним вогнем 16 британських літаків, що атакували.
8 серпня 1941 року з Хваль-фіорда у Рейк'явіку вийшов перший арктичний конвой до Радянського Союзу під умовною назвою «Дервіш». Він повинен був доставити в Архангельськ 48 винищувачів «Харрікейн». До складу конвою входили старий авіаносець «Аргус» і 6 есмінців ескорту, які супроводжували транспортні судна. Групу прикриття контр-адмірала Вейк-Волкера становили авіаносець «Вікторіос» і важкі крейсери «Девоншир» і «Саффолк». 1 вересня конвой безперешкодно досяг Кольської затоки.
У травні 1942 року важкий крейсер «Девоншир» взяв участь в операції із висадки морського десанту на французький острів Мадагаскар.